# Diphascon alpinum
Diphascon alpinum är en djurart som tillhör fylumet trögkrypare, och som beskrevs av Murray 1906. Diphascon alpinum ingår i släktet Diphascon och familjen Hypsibiidae. Arten är reproducerande i Sverige. Inga underarter finns listade i Catalogue of Life.